# Edward Jerman
Edward Jerman, mitunter auch Jarman (* 1605; † 20. November 1668 in London), war ein britischer Baumeister und Zimmermann.

## Leben

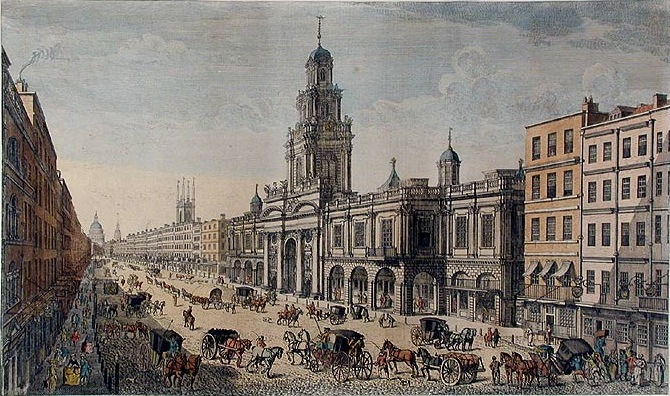
Royal Exchange (1751), erbaut nach einem Entwurf von Edward Jerman nach dem Großen Brand von London

Edward Jerman war der ältere Sohn des Zimmerermeisters Anthony Jerman († 1650) und Bruder des Zimmerermeisters Roger Jerman. Von 1633 bis 1657 hatte er in London die Position des „City Carpenter“ (Stadtzimmerers) inne, anfangs zusammen mit seinem Vater. Zudem war er von 1654 bis zu seinem Tod 1668 als Surveyor (Sachverständiger) für die Fishmongers’ Company tätig. Er arbeitete mit den Architekten Peter Mills, Robert Hooke, Christopher Wren, Hugh May und Roger Pratt zusammen. Sein architektonisches Wirken zeigt Einflüsse von Nicholas Stone und Inigo Jones.
Jerman entwarf 1666 nach dem Großen Brand von London einige Häuser in der Londoner Innenstadt, wenn er auch die Ausführung meistens nicht mehr erlebte. Sein Hauptwerk war das neue Börsengebäude Royal Exchange, das er in dem konservativen Stil früherer Jahrzehnte gestaltete. Er entwarf außerdem Gewerbebauten für verschiedene Londoners Berufsverbände (Livery Companies) wie die der Fischhändler (genannt Fishmongers’ Hall, welche bis 1827 stand), der Händler, der Weber sowie der Woll- und Tuchhändler. Seine Entwürfe orientieren sich stark an den Vorgängerbauten und gewichteten ökonomische Kriterien teilweise stärker als ästhetische. Bei dem Neubau der Apothecaries’ Hall, einem Gebäude der Worshipful Society of Apothecaries, wirkte Jerman als Berater, bei den nicht vollständig zerstörten Gebäuden der Barbiere und Goldschmiede beaufsichtigte er die Reparaturarbeiten. Er erhielt einige Auszeichnungen wie 1667 als der fähigste bekannte Künstler der Stadt London von der Mercers Company.
Jerman starb 1668 in London. Keines der von ihm entworfenen Bauwerke blieb bis in die Gegenwart erhalten, es existieren jedoch einige Abbildungen.

## Bauten (Auswahl)
- 1667–1671: Royal Exchange, zerstört 1838
- 1667–1672: Fishmongers’ Hall, London Bridge, Neubau ab 1831
- 1667–1669: Weavers’ Hall, Basinghall Street, zerstört 1856
- 1668–1671: Drapers’ Hall, Throgmorton Street, Neubau ab 1868
- 1668–1672: Mercers’ Hall und Chapel, Cheapside, zerstört 1941